# سلجوق أوزداغ
سلجوق أوزداغ (بالتركية: Selçuk Özdağ)‏, (ولد: 7 أغسطس 1958, «قونور» في قِرِقْ قلعة، تركيا) أكاديمي وسياسي تركي. ونائب حالي وسابق في البرلمان التركي لأكثر من دورة ممثلا عن حزب العدالة والتنمية.